# Oglethorpe, Georgia
Oglethorpe är administrativ huvudort i Macon County i Georgia. Orten har fått sitt namn efter provinsen Georgias grundläggare James Oglethorpe. Enligt 2010 års folkräkning hade Oglethorpe 1 328 invånare.